# Zeche Herbede
Die Zeche Herbede ist ein ehemaliges Steinkohlenbergwerk im Wittener Stadtteil Herbede und hat eine über 120-jährige Bergwerksgeschichte. Das Bergwerk ist aus einer Umbenennung der Zeche Herbeder Steinkohlenbergwerke entstanden. Die Zeche wurde im Volksmund auch Zeche Holland genannt, dieser Name wurde hergeleitet aus dem Grubenfeld Holland der Zeche Herbeder Steinkohlenbergwerke. Sie ist aber nicht identisch mit der ehemaligen Zeche Holland in Gelsenkirchen.

## Geschichte

### Herbeder Steinkohlenbergwerke
Am 14. Juni des Jahres 1849 wurden die Grubenfelder Holland und Holland II verliehen. Im Jahr 1912 wurde eine Gewerkschaft gegründet. Am 2. September desselben Jahres konsolidierten die Zechen Herbeder Steinkohlenbergwerk, Vereinigte Rüstkammer, Ida, Neu Adolphus und Franziskus mit den Geviertfeldern Holland und Holland II und dem Vereinigten Elias Erbstollen zur Zeche Herbeder Steinkohlenbergwerke. Die Berechtsame umfasste eine Fläche von 7,5 Quadratkilometern. Im darauffolgenden Jahr wurde damit begonnen, die Schächte 1 und 2 abzuteufen, noch im selben Jahr wurde bei einer Teufe von 31 Metern (+44 Meter NN) die 1. Sohle angesetzt. Nach Ausbruch des Ersten Weltkrieges wurden die Arbeiten im Jahr 1914 unterbrochen. Schacht 1 hatte bis dahin eine Teufe von 220 Metern und Schacht 2 hatte eine Teufe von 49 Metern erreicht. Bei 49 Metern war im Schacht 2 auch die 1. Sohle angesetzt. Im Jahr 1918 wurden die Vorbereitungen zur Wiederaufnahme der Teufarbeiten getätigt. Im September des Jahres 1919 wurde der Schacht 2 weitergeteuft und im Schacht 1 bei einer Teufe von 109 Metern (−33 Meter NN) die 2. Sohle und bei 220 Metern (−145 Meter NN) die 3. Sohle (220 Metersohle) angesetzt. Im darauffolgenden Jahr wurde mit der Förderung begonnen, der Schacht 2 reichte nun bis zur 2. Sohle.
Im Jahr 1922 wurde eine Brikettfabrik in Betrieb genommen. Im Jahr 1925 kam es zu einem Besitzerwechsel, die Zeche wurde von der Bergbau AG Lothringen übernommen. Am 1. Juli desselben Jahres wurde die Zeche stillgelegt. Noch im selben Jahr wurde auch die Brikettfabrik stillgelegt. Am 1. Januar des Jahres 1927 wurde die Zeche wieder in Betrieb genommen. Am 7. September des Jahres 1929 wurde das Geviertfeld Caroline verliehen. Im Jahr 1932 wurden 73 Feierschichten verfahren, noch im selben Jahr wurde das Geviertfeld Laura erworben. Am 3. März des Jahres 1933 wurde das Längenfeld Laterne und am 6. November des Jahres 1933 das Längenfeld Charlotte erworben. In diesem Jahr wurden 109 Feierschichten verfahren. Im Jahr 1934 wurde die 3. Sohle ausgerichtet, auch in diesem Jahr wurden Feierschichten (49) verfahren. Im Jahr 1937 ging die Gewerkschaft auf in die Gesellschaft Lothringen. Im darauffolgenden Jahr wurde die Zeche Herbeder Steinkohlenbergwerke umbenannt in Zeche Herbede.

### Die Jahre als Herbede
Nach der Umbenennung im Jahr 1938 bestand die Zeche Herbede aus der Anlage 1/2, die wiederum aus den Schächten 1 und dem Wetterschacht 2 bestand. Schacht 1 hatte eine Teufe von 220 Metern und hatte als tiefste Sohle die 3. Sohle, der Wetterschacht 2 hatte eine Teufe von 109 Metern, seine tiefste Sohle war die 2. Sohle. Außerdem gehörten noch eine Brikettfabrik und ein Wetterschacht im unteren Pleßbachtal zur Zeche. Im Jahr 1941 wurde damit begonnen, ab der 3. Sohle einen Blindschacht zu teufen, außerdem wurde bei einer Teufe von 440 Metern (−364 Meter NN) die 4. Sohle angesetzt. Im Jahr 1945 umfasste die Berechtsame eine Fläche von 13,8 Quadratkilometern, die Hauptfördersohle war die 3. Sohle. Als Schächte waren die Schächte 1/2 und zwei Wetterschächte vorhanden. Im darauffolgenden Jahr wurde ein Blindschacht ab der 4. Sohle geteuft. Im Jahr 1947 wurde im Blindschacht bei einer Teufe von 625 Metern (−550 Meter NN) im Tiefsten der Borbecker Mulde eine Sohle angesetzt. Im Jahr 1948 war Schacht 2 außer Betrieb, es wurde damit begonnen den Wetterschacht 3 zu teufen. Der Schachtansatzpunkt für den Schacht 3 befand sich im unteren Pleßbachtal, südlich vom Bahnhof Blankenstein.
Im Jahr 1950 wurde der Wetterschacht 3 in Betrieb genommen. Die Berechtsame umfasste in diesem Jahr 13,5 Quadratkilometer. Zur Berechtsame gehörten zusätzlich die Grubenfelder Charlotte im Herbeder Holz, Flößgraben I bis III, Fanny und Vereinigte Hardenstein. Das Grubenfeld Vereinigte Hardenstein bestand aus den Geviertfeldern Hanomag I und II. Zusätzlich wurde auch noch in angepachteten Feldern abgebaut. Der Abbau erfolgte bis in die Bommerbänker Mulde in den Geviertfeldern Neu-Scheven, Anna Augusta und Alexius. Ab dem Jahr 1957 wurde der Schacht tiefer geteuft. Der Schacht erreichte im Jahr 1959 eine Teufe von 625 Metern (−550 Meter NN), es wurde die 5. Sohle angesetzt. Im Jahr 1960 umfasste die Berechtsame eine Fläche von 14,4 Quadratkilometern. Im Jahr 1964 ereignete sich ein Grubenbrand, bei dem vier Bergleute ihr Leben verloren. Im Jahr 1965 wurde das Grubenfeld Vereinigte Gibraltar Erbstollen erworben und mit der Ausrichtung des Grubenfeldes begonnen. Im Grubenfeld Vereinigte Gibraltar Erbstollen befand sich nördlich des Kemnader Stausees ein Schacht mit einer Teufe von 220 Metern. Im Jahr 1966 wurde die Zeche Herbede durch den Eschweiler Bergwerks-Verein erworben. Im Jahr 1968 wurde die 650 Metersohle zur Hauptfördersohle. Am 31. März des Jahres 1972 wurde die Zeche Herbede stillgelegt, am 28. April desselben Jahres wurde auch die Brikettfabrik stillgelegt. Nach der Stilllegung wurden in den darauffolgenden Jahren die Tagesanlagen abgerissen. Im Jahr 1974 wurden die Schächte verfüllt.

## Förderung und Belegschaft
Die ersten bekannten Belegschaftszahlen stammen aus dem Jahr 1912, damals waren 65 Bergleute auf dem Bergwerk beschäftigt. Im Jahr 1919 waren bereits 109 Bergleute auf dem Bergwerk beschäftigt. Die ersten bekannten Förderzahlen stammen aus dem Jahr 1920, mit 281 Bergleuten wurde eine Förderung von 1191 Tonnen Steinkohle erbracht. Im Jahr 1924 stieg die Förderung auf rund 195.000 Tonnen Steinkohle, die Belegschaftszahl lag bei 940 Bergleuten. Im Jahr 1928 wurden mit 662 Bergleuten 217.169 Tonnen Steinkohle gefördert. Die maximale Förderung wurde im Jahr 1930 mit 930 Bergleuten erbracht, es wurden 300.295 Tonnen Steinkohle gefördert. Die letzten bekannten Förder- und Belegschaftszahlen vor der Umbenennung stammen aus dem Jahr 1935, in diesem Jahr wurden mit 582 Bergleuten 198.725 Tonnen Steinkohle gefördert.
Die ersten bekannten Förder- und Belegschaftszahlen nach der Umbenennung stammen aus dem Jahr 1940, damals waren 660 Bergleute auf dem Bergwerk beschäftigt, die eine Förderung von rund 241.000 Tonnen Steinkohle erbrachten. Im Jahr 1945 sank die Förderung auf 121.624 Tonnen Steinkohle, diese Förderung wurde von 641 Bergleuten erbracht. Im Jahr 1950 stieg die Förderung auf 229.480 Tonnen, die Belegschaftszahl stieg auf 1012 Bergleute an. Im Jahr 1955 erneuter Förderanstieg auf 285.000 Tonnen Steinkohle, auch die Belegschaftszahl stieg erneut an auf den Höchststand von 1265 Bergleuten. Im Jahr 1960 sank die Förderung leicht auf 252.795 Tonnen Steinkohle, auch die Belegschaftszahl sank auf 1057 Bergleute. Im Jahr 1965 wurden mit 967 Bergleuten 322.251 Tonnen Steinkohle gefördert. Die maximale Förderung wurde im Jahr 1970 von 1048 Bergleuten erbracht, es wurden 367.860 Tonnen Steinkohle gefördert. Die letzten bekannten Förder- und Belegschaftszahlen des Bergwerks stammen aus dem Jahr 1971, in diesem Jahr wurden mit 871 Bergleuten 358.917 Tonnen Steinkohle gefördert.

## Was geblieben ist
In Herbede gibt es heute im Bereich der ehemaligen Grubenfelder Holland die Zeche-Holland-Straße. Diese Straße erinnert heute an die Zeche Herbede und an den Namen Zeche Holland.